# Heiko Maile
Heiko Michael Maile (* 12. Januar 1966 in Bankstown, Bezirk Sydney, Australien) ist ein deutscher Filmkomponist, Musikproduzent und Musiker.

## Leben
1983 gründete Heiko Maile mit Freunden die deutsche Band Camouflage, die Ende der 1980er Jahre Erfolg mit Titeln wie The Great Commandment und Love Is a Shield hatte. 
Maile arbeitet außerdem als Komponist für Werbung und Filme. Er schrieb die Filmmusik für den Film Die Welle (Regie: Dennis Gansel) und steuerte zum Soundtrack außerdem drei Songs unter seinem Pseudonym Ronda Ray bei. Für seine Kompositionen im Animationsfilm Love & Theft von Andreas Hykade erhielt er 2010 beim Trickfilmfestival Stuttgart den Music for Animation Award. 2011 wurde er für die erneute Zusammenarbeit mit Gansel an Wir sind die Nacht für den Deutschen Filmpreis in der Kategorie Beste Filmmusik nominiert. 2017 erhielt er den Deutschen Fernsehpreis in der Kategorie Beste Musik für Winnetou – Der Mythos lebt (RTL).
Heiko Maile lebt und arbeitet in Stuttgart.

## Filmografie
- 2006: Basti (Kurzfilm)
- 2008: Die Welle
- 2009: Vorstadtkrokodile
- 2010: Vorstadtkrokodile 2
- 2010: Wir sind die Nacht
- 2011: Vorstadtkrokodile 3
- 2012: Die vierte Macht
- 2012: Türkisch für Anfänger
- 2013: Tatort: Happy Birthday, Sarah (Fernsehreihe)
- 2014: Tatort: Winternebel (Fernsehreihe)
- 2015: Tatort: Die Sonne stirbt wie ein Tier (Fernsehreihe)
- 2015: Das Gewinnerlos
- 2015: Abschussfahrt
- 2016: Winnetou – Der Mythos lebt
- 2017: Luna
- 2017: Die Vierhändige
- 2018: Fly Rocket Fly
- 2019: Killerman
- 2019: Wir sind die Welle (Fernsehserie)
- 2021: Verzaubert und verdrängt – Die Karriere des Magiers Kalanag
- 2021: Kitz (Fernsehserie)
- 2022: In falschen Händen (Fernsehfilm)
- 2023: Die drei !!! (Fernsehserie)
- 2024: Tatort: Vier Leben (Fernsehreihe)

## Diskografie
- 2021: Demo Tapes 1984-86
- 2024: Neostalgia, mit Julian Demarre